# Val de Seine
La Val de Seine è uno dei quartieri commerciali più importanti dell'agglomerato parigino. Situato a sud-ovest della città, si estende lungo un'ansa della Senna, principalmente nei comuni di Boulogne-Billancourt e Issy-les-Moulineaux e nel 15º arrondissement di Parigi.
Il distretto, dominato dall'industria per la maggior parte del XX secolo, si è specializzato, dagli anni '80, in attività di comunicazione e oggi è il più importante quartiere degli affari dell'agglomerato parigino in quel campo. La Val de Seine ospita le sedi delle principali reti televisive francesi, tra cui TF1, France Télévisions, Arte, Canal +, TPS, Eurosport e France 24.